# Wohn- und Wirtschaftsgebäude Söhlinger Straße 51
Das Wohn- und Wirtschaftsgebäude Söhlinger Straße 51 in der niedersächsischen Gemeinde Hemslingen, Ortsteil Söhlingen, wurde in der ersten Hälfte des 19. Jahrhunderts gebaut. Aktuell (2025) wird es zum Wohnen genutzt.
Das Gebäude steht unter Denkmalschutz (siehe auch Liste der Baudenkmale in Hemslingen).

## Geschichte und Beschreibung
Hemslingen wurde um 1320 erwähnt und gehört zur heutigen Samtgemeinde Bothel im Landkreis Rotenburg (Wümme).
Das eingeschossige giebelständige unsanierte Gebäude als Zweiständer-Hallenhaus in Unterrähmkonstruktion und Fachwerk mit Stein- und kalkgeschlämmten Lehmstakenausfachungen, reetgedecktem Krüppelwalmdach, Niedersachsengiebel mit Uhlenloch, Pferdeköpfen, Ladeluke und Grooter Door mit Korbbogen wurde 1837 (Inschrift) gebaut. Es wurden ältere Holzgerüste aus dem 17. Jahrhundert verwendet. Die Ständer haben jeweils Kopf- und Nackenbänder (Streben), der Wohngiebel durchlaufende Ständer auf geschnitzten Knaggen.
Das Landesdenkmalamt befand u. a.: „… ein regionstypisches Hallenhaus der ersten Hälfte des 19. Jahrhunderts in Zweiständerkonstruktion ….“
Das Wappen von Hemslingen führt „zwei markante Fachwerkhäuser aus den Altgemeinden Hemslingen und Söhlingen“, welche „die Ansicht der beiden Orte prägen“, so die Begründung für das Wappen.